# إيفا غوثير
إيفا غوثير هي مُدرسة ومغنية أوبرا ومغنية كندية، ولدت في 20 سبتمبر 1885 في أوتاوا في كندا، وتوفيت في 26 ديسمبر 1958 في نيويورك في الولايات المتحدة.

## وصلات خارجية
- إيفا غوثير على موقع ميوزك برينز (الإنجليزية)